# Martha Friedl-Meyer
Martha Friedl-Meyer (geboren 12. Juni 1891 in Moskau als Martha Meyer; gestorben 22. Juni 1962 in Zürich) war eine Schweizer Chirurgin und von 1945 bis 1961 Chefärztin der Schweizerischen Pflegerinnenschule mit Frauenspital in Zürich.

## Biografie

### Ausbildung
Martha Friedl-Meyer kam als Tochter eines Deutschrussen und einer Schweizerin in Moskau zur Welt. Sie besuchte das Mädchengymnasium in Moskau und studierte Medizin an der Frauenhochschule Moskau. Während des Ersten Weltkriegs war sie 1915/1916 als Chirurgieschwester am Kriegsspital Moskau tätig und lernte dort die Krankenpflege kennen, was ihr später als Leiterin der Schweizerischen Pflegerinnenschule sehr zugutekam.

### Berufliche Karriere
Nach Abschluss ihres Medizinstudiums arbeitete sie von 1916 bis 1921 als Assistentin an der Chirurgischen Klinik Moskau. Ihre Familie floh im Gefolge der Russischen Revolution 1919 in die Schweiz. Martha Meyer folgte 1922 und begann am Kantonsspital Zürich als Assistentin an der Chirurgischen Klinik zu arbeiten. Der Klinikleiter Paul Clairmont schätzte und förderte die begabte junge Chirurgin. In dieser Zeit lernte sie den österreichischen Röntgenarzt Ernst Friedl kennen, den sie 1932 heiratete.
Obwohl sie alle medizinischen Prüfungen in Moskau abgelegt hatte, musste sie nochmals vier Semester an der Universität Zürich absolvieren und bestand 1933 das Staatsexamen. Danach wechselte sie an die «Schweizerische Pflegerinnenschule mit Frauenspital» in Zürich als Chirurgin. Als die Pflegerinnenschule 1936 eine eigene chirurgische Abteilung erhielt, wurde Martha Friedl-Meyer deren Leiterin und war damit damals die einzige chirurgische Chefärztin der Schweiz. 1945 trat sie die Nachfolge von Anna Baltischwiler als Chefärztin und Leiterin des Spitals an und führte es bis zu ihrer schweren Erkrankung Ende 1961, wobei sie die Leitung der chirurgischen Abteilung 1953 an Marie Lüscher abgab. In ihrem Nachruf wurde sie als klare Denkerin, Frau mit grossem Organisationstalent und ebenso grosser Begeisterungsfähigkeit und natürlicher Autorität bezeichnet. Ihr 1943 veröffentlichtes Standardwerk Lehrbuch der Chirurgie für das Pflegepersonal erlebte bis 1976 acht Auflagen.

## Veröffentlichungen (Auswahl)
- mit Paul Clairmont: Bauchfellverwachsungen. In: Archiv für klinische Chirurgie. Band 157 (1929), S. 474–524.
- Über Magensyphilis mit einem kasuistischen Beitrag. Zürich 1933.
- Künstliche Scheidenbildung unter Verwendung des Thierschschen Transplantationserfahrens (nach Kirschner-Wagner, Modifikation Henkel). In: Deutsche Zeitschrift für Chirurgie. Bd. 244, Heft 4/5 (1935), S. 379–386.
- Kasuistischer Beitrag zur tumorbildenden, ulzerösen, stenosierenden Entzündung des unteren Ileum (Ileitis Terminals). In: Schweizerische Medizinische Wochenschrift. Bd. 66, No 21 (1936), S. 508–517.
- Lehrbuch der Chirurgie für das Pflegepersonal. Zürich 1943. (8. Auflage 1976).
- mit Anna Suter-Ernst: Beitrag zur Endometriose des Dünn- und Dickdarms. In: Schweizerische Medizinische Wochenschrift. Bd. 75, No 16 (1945), S. 338–349.
- Zur Behandlung der Bauchaktinomykose. In: Schweizerische Medizinische Wochenschrift. Bd. 82, No 9 (1952), S. 226–231.